# 1961 v hudbě
Tento článek obsahuje události související s hudbou, které proběhly v roce 1961.

## Události
- 13. února – Frank Sinatra zakládá svou vlastní značku Reprise Records, kde později nahrávají The Beach Boys, Ella Fitzgerald, The Kinks a Jimi Hendrix.
- 21. března – The Beatles vystupují poprvé v Cavern Clubu
- 25. března – Elvis Presley vystupuje na dobročinném koncertu v Block Arena Pearl Harbor, Havaj. Představení vyneslo 62 000 $.
- 23. dubna – Judy Garlandová koncertuje v Carnegie Hall.
- 29. dubna – Luciano Pavarotti debutuje v opeře jako Rodolfo v La Bohème.
- 8. listopadu – Beach Boys vydali svůj debutový 45rpm singl: Surfin'/Luau na malé kalifornské značce Candix Records.
- Dalida a Charles Aznavour převzali Oscara za Nejlepší píseň.
- vznik Státní konzervatoře v Plzni, první ředitel Karel Václav Vacek

## Založené skupiny
- Golden Earring – holandská rocková skupina byla založena v Haagu
- Bob Seger začíná svou hudební kariéru
- The Temptations začínají svou hudební kariéru
- The Beach Boys začínají svou hudební kariéru

## Narození
- 21. března – Slim Jim Phantom, americký bubeník
- 17. května – Enya, irská zpěvačka
- 14. června – Pavel Steidl, český kytarový virtuóz
- 3. srpna – Lee Rocker, americký rockabilly zpěvák a basista
- 18. října – Wynton Marsalis, jazzový hudebník
- 2. listopadu – k.d. lang, kanadská písničkářka

## Alba
- All the Way – Frank Sinatra
- Bikini Twist – Bill Haley & His Comets
- Bo Diddley Is A Lover – Bo Diddley
- Bright and Shiny – Doris Day
- Carnaval começa com "C" De Capiba – Capiba
- Clap Hands, Here Comes Charlie! – Ella Fitzgerald
- Come Swing With Me – Frank Sinatra
- Connie At The Copa – Connie Francis
- Dance 'Till Quarter To Three – Gary U.S. Bonds
- Runaround Sue – Dion
- Ella Fitzgerald Sings the Harold Arlen Songbook – Ella Fitzgerald
- Ella in Hollywood – Ella Fitzgerald
- Ella Returns to Berlin – Ella Fitzgerald
- Emotions – Brenda Lee
- Explorations – Bill Evans Trio
- Garde–moi la dernière danse – Dalida
- The Genius Sings the Blues – Ray Charles
- Goin' Places – The Kingston Trio
- I Have Dreamed – Doris Day
- I Remember Tommy – Frank Sinatra
- In Person: At The Blackhawk, San Francisco – Miles Davis
- It's Morrissey, Man! – Dick Morrissey
- Joan Baez, Vol. 2 – Joan Baez
- Judy at Carnegie Hall – Judy Garland
- Loin de Moi – Dalida
- Lonely and Blue – Roy Orbison
- Miles Davis At Carnegie Hall – Miles Davis
- My Favorite Things – John Coltrane
- Ring–A–Ding–Ding – Frank Sinatra
- Roy Orbison at the Rock House – Roy Orbison
- A Scottish Soldier – Andy Stewart
- Send for Me – Julie London
- The Shadows– The Shadows
- Sinatra Swings – Frank Sinatra
- Sinatra’s Swingin’ Session!!! – Frank Sinatra
- Sing to Me Mr. C – Perry Como
- Someday My Prince Will Come – Miles Davis
- Something for Everybody – Elvis Presley
- Sunday at the Village Vanguard – Bill Evans Trio
- Showcase With the Jordanaires – Patsy Cline
- The Blues and the Abstract Truth – Oliver Nelson
- Twist – Bill Haley & His Comets
- Whatever Julie Wants – Julie London

## Hity
- domácí

- zahraniční
- The Lion Sleeps Tonight – The Tokens